# Zbigniew Krzysztoforski

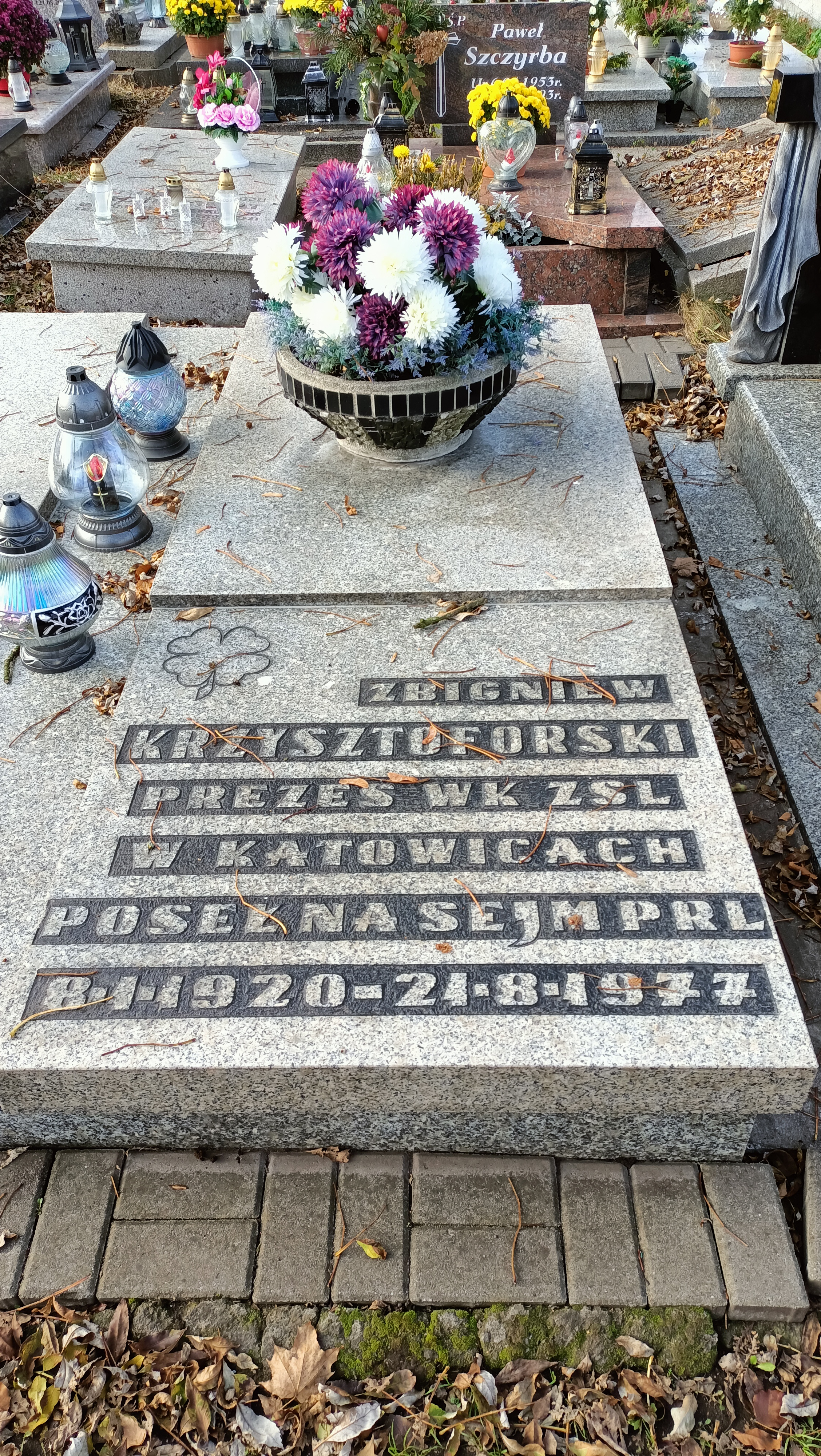
Grób Zbigniewa Krzysztoforskiego na cmentarzu przy ul. Sienkiewicza w Katowicach

Zbigniew Krzysztoforski (ur. 8 stycznia 1920 w Miechowie, zm. 21 sierpnia 1977) – polski polityk, poseł na Sejm PRL V, VI i VII kadencji.

## Życiorys
Ukończył Technikum Rolnicze w Suchodole. W czasie okupacji niemieckiej walczył na ziemi miechowskiej w Batalionach Chłopskich. Po wojnie pracował w instytucjach związanych z rolnictwem. W 1947 przybył do Kluczborka, zostając inspektorem Powiatowego Zarządu Związku Samopomocy Chłopskiej, po czym był kierownikiem Wydziału Rolnictwa i Leśnictwa Rady Narodowej w Kluczborku. Zasiadał wówczas także w prezydium Powiatowej Rady Narodowej. W latach 1950–1967 pracował w Wojewódzkiej Radzie Narodowej w Katowicach. W 1955 ukończył zaoczne studia w Wyższej Szkole Rolniczej w Krakowie, uzyskując tytuł inżyniera rolnictwa. Przez wiele lat był prezesem Powiatowego Komitetu Zjednoczonego Stronnictwa Ludowego w Kluczborku. Od 1967 do końca życia pełnił funkcję prezesa Wojewódzkiego Komitetu partii w Katowicach, a w 1969 został członkiem Naczelnego Komitetu ZSL.
W 1969, 1972 i 1976 uzyskiwał mandat posła na Sejm PRL w okręgach Częstochowa (dwukrotnie) i Bytom. Przez dwie pierwsze kadencje zasiadał w Komisji Planu Gospodarczego, Budżetu i Finansów, a w trakcie VII kadencji zasiadał w Komisji Górnictwa, Energetyki i Chemii. Zmarł w trakcie kadencji, został pochowany w Katowicach na cmentarzu przy ul. Sienkiewicza.

## Odznaczenia
- Krzyż Komandorski Orderu Odrodzenia Polski
- Krzyż Kawalerski Orderu Odrodzenia Polski
- Złoty Krzyż Zasługi
- Srebrny Krzyż Zasługi
- Krzyż Partyzancki
- Medal 30-lecia Polski Ludowej
- Medal 10-lecia Polski Ludowej (1955)[1]